# Раковски Лашев
Раковски Симеонов Лашев е български дипломат.

## Биография
Раковски  Лашев е роден на 29 септември 1954 година във Варна. През 1979 година става член на БКП. През 1980 година завършва международно право в Московския държавен институт за международни отношения, след което започва работа като стажант-аташе в МВнР. През 1981 година става щатен сътрудник на РУ-ГЩ, а през 1985 година в качеството си на такъв е изпратен под прикритие в посолството на България в Кайро, Египет като ІІІ секретар. В следващите години заема различни постове в МВнР. През 2002 година е консул в посолството в Кайро, началник отдел в МВнР между 2008 – 2010 година. От 2010 година е посланик в Република Македония, но е заменен на поста от Иван Петков през април 2012 година. През 2011 г. комисията по досиетата разкрива, че Раковски Лашев е щатен служител на Разузнавателното управление на Генералния щаб.